# Cleisla Garcia
Cleisla Garcia é uma jornalista, brasileira com quase 30 anos de experiência na área. Dedica sua carreira à reportagem e à narrativa, com foco especial nos desafios enfrentados pelos jovens e pela comunidade em geral. Reconhecida por seu trabalho investigativo e engajamento social, Cleisla recebeu diversos prêmios, como o Vladimir Herzog e o Troféu Mulher Imprensa. Além de sua atuação jornalística, é autora de dois livros: "Fedidinha - A Maria fedida que queria ser Joaninha", obra infantil sobre autenticidade e aceitação, e "Sobre Viver", que aborda o tema do suicídio de forma sensível e reflexiva.

### Trajetória Profissional
A trajetória de Cleisla Garcia no jornalismo começou aos 17 anos, no jornal  Diário da Manhã em Goiânia. Logo em seguida, ingressou na TV Anhanguera, afiliada da Rede Globo, onde permaneceu por 12 anos. Nesse período, se destacou por suas reportagens investigativas, abordando temas como tráfico de pessoas para a  Europa e grupos envolvidos em execuções extrajudiciais.
Posteriormente, tornou-se repórter da TV Record, onde atua como correspondente especial há mais de 15 anos. Seu trabalho a levou a cobrir histórias em diversos países, abordando questões como direitos humanos, conservação ambiental e justiça social, atualmente suas reportagens estão presentes no Podcast da Record

### Reconhecimento e Premiações
O trabalho de Cleisla Garcia não passou despercebido. Em 2007, ela recebeu o Prêmio Vladimir Herzog por sua série "Guerreiras do Brasil", que destacou mulheres dedicadas à defesa da cidadania e dos direitos humanos.
Em 2020, foi homenageada com o Troféu Mulher Imprensa, premiação que reconhece o trabalho das mulheres nas redações brasileiras. Cleisla foi premiada em sua categoria por sua atuação como repórter de telejornal na Rede Record.

### Contribuições Literárias
Cleisla Garcia não se limita ao jornalismo. É autora de dois livros:
- Fedidinha - A Maria fedida que queria ser Joaninha: Uma obra infantil que transmite uma mensagem inspiradora sobre autenticidade e aceitação, com ilustrações de Tim Well e edição de Rose Tomazelli.[3][4][5][6][7][8][9]
- Sobre Viver: Um livro que aborda de maneira sensível e reflexiva a questão do suicídio, oferecendo insights e orientações práticas para aqueles que lidam com ideação suicida e suas famílias.[10]  O livro foi publicado pela Editora Benvirá.[11][12][13][14]